# Mefford Knoll
Mefford Knoll är en kulle i Antarktis. Den ligger i Västantarktis. Inget land gör anspråk på området. Toppen på Mefford Knoll är 1 670 meter över havet.
Terrängen runt Mefford Knoll är varierad. Trakten är obefolkad. Det finns inga samhällen i närheten.